# Philautus cinerascens
Philautus cinerascens är en groddjursart som först beskrevs av Ferdinand Stoliczka 1870.  Philautus cinerascens ingår i släktet Philautus och familjen trädgrodor. IUCN kategoriserar arten globalt som otillräckligt studerad. Inga underarter finns listade i Catalogue of Life.